# GO Andromedae
GO Andromedae è una stella variabile di magnitudine 6,12 situata nella costellazione di Andromeda. Dista 359 anni luce dal sistema solare e si tratta di una stella bianca peculiare di tipo spettrale A0p.

## Osservazione
Si tratta di una stella situata nell'emisfero celeste boreale. La sua posizione è fortemente boreale e ciò comporta che la stella sia osservabile prevalentemente dall'emisfero nord, dove si presenta circumpolare anche da gran parte delle regioni temperate; dall'emisfero sud la sua visibilità è invece limitata alle regioni temperate inferiori e alla fascia tropicale. Essendo di magnitudine pari a 6,1, non è osservabile ad occhio nudo; per poterla scorgere è sufficiente comunque anche un binocolo di piccole dimensioni, a patto di avere a disposizione un cielo buio.
Il periodo migliore per la sua osservazione nel cielo serale ricade nei mesi compresi fra settembre e febbraio; nell'emisfero nord è visibile anche per un periodo maggiore, grazie alla declinazione boreale della stella, mentre nell'emisfero sud può essere osservata solo durante i mesi della tarda primavera e inizio estate australi.

## Caratteristiche fisiche
La stella è una stella bianca peculiare, di tipo spettrale A0p, con una temperatura superficiale di quasi 10.000 K. Ha una massa più che doppia rispetto al Sole, è circa 40 volte più luminosa ed è catalogata tra le variabili Alfa2 Canum Venaticorum; la sua luminosità varia di 0,04 magnitudini in un periodo di 2,55 giorni.
La sua magnitudine assoluta è di 1,33 e la sua velocità radiale positiva indica che la stella si sta allontanando dal sistema solare.